# Апокалипсис сегодня
«Апока́липсис сего́дня» (англ. Apocalypse Now) — художественный фильм, построенный на теме войны во Вьетнаме, снятый Фрэнсисом Фордом Копполой по сценарию самого Копполы, Джона Милиуса и Майкла Герра. Отправной точкой для сценаристов послужила повесть Джозефа Конрада «Сердце тьмы» (1902). Фильм был удостоен премии «Оскар» за лучшую операторскую работу и лучший звук, а на Каннском фестивале разделил «Золотую пальмовую ветвь» с лентой Ф. Шлёндорфа «Жестяной барабан». «Я уверен, что создал произведение искусства и не мог сделать лучше», — сказал Фрэнсис Коппола об «Апокалипсисе».
Главная сюжетная линия фильма — рассказ о капитане спецназа Уилларде, посланном в джунгли Камбоджи, чтобы устранить сошедшего с ума полковника Курца, который командует отрядом из местных жителей и обвиняется в убийстве нескольких нужных американскому правительству вьетнамцев. В ходе путешествия с Уиллардом происходит много странных событий, и под воздействием окружающей обстановки он по мере приближения к цели постепенно теряет ощущение реальности и перестаёт понимать, что ему делать дальше.
В главных ролях выступили Мартин Шин, сыгравший капитана Уилларда, и Марлон Брандо в роли полковника Курца.
В числе других ярких персонажей — полусумасшедший фотожурналист-философ в поселении Курца в исполнении Денниса Хоппера и эксцентричный командир «воздушной кавалерии» подполковник Килгор в исполнении Роберта Дюваля. В эпизодических ролях были заняты такие актёры, как Харрисон Форд, Скотт Гленн и Лоренс Фишберн.
Фильм стал широко известен в прессе задолго до его выпуска из-за долгого и трудного процесса съёмок.

## Сюжет
Действие происходит в 1969 году, на пике Вьетнамской войны. Капитан Бенджамин Уиллард (Мартин Шин) числится в списках 505-го батальона 173-й воздушно-десантной бригады, а на деле давно изъят со строевой службы вышестоящим командованием для выполнения «специальных задач». Угнетённый внутренними проблемами и неприспособленный более к мирной жизни, он живёт в отеле в Сайгоне, ожидая следующего задания. Он постоянно злоупотребляет алкоголем, предаётся воспоминаниям и каждое утро разносит свой номер, говоря, что «чувствует, что слабеет, пока узкоглазые в джунглях крепнут».
В один из дней к нему приходят двое нижних чинов военной полиции. Они насильно препровождают его сначала в душ, а затем в штаб. Там его встречают двое высокопоставленных военных и сотрудник ЦРУ. Военные рассказывают Уилларду о его задании: найти в джунглях Камбоджи бывшего полковника американской армии Уолтера Курца (Марлон Брандо). Они утверждают, что полковник Курц дезертировал, сошёл с ума, и сейчас находится в джунглях нейтральной Камбоджи, командуя группой местных жителей, которые почитают его как бога. По их словам, Курц без согласования с вышестоящим штабом отдал своим людям приказ уничтожить нескольких агентов разведки Республики Вьетнам, которых он заподозрил в двурушничестве. В подтверждение своих слов они проигрывают несколько пространных радиозаписей, в которых Курц сравнивает себя с улиткой, ползущей по лезвию бритвы, в следующей записи он призывает убивать, не убивая. В заключение высокопоставленные военные говорят, что Уиллард, найдя Курца, должен «устранить его от командования» (они не говорят прямо «убить»). В разговор вмешивается молчавший до того сотрудник ЦРУ, добавляя к сказанному «устранить безвозвратно». Их рассказ полон загадок и недомолвок, в частности, они умалчивают о том обстоятельстве, что предшественник Уилларда, другой «ликвидатор» в погонах — капитан Ричард Колби, направленный с той же задачей ранее, остался с Курцем и стал его верным последователем. Уиллард приступает к выполнению поставленной задачи, но не верит услышанной мотивировке, пытается для себя разобраться, почему на самом деле стал неугоден Курц.
Уиллард начинает путешествие вверх по реке Меконг на патрульном катере. В экипаж катера входят ещё несколько разных людей: командир катера Филипс (Альберт Холл); старшина 3-го класса Лэнс Джонсон (Сэм Боттомс), стрелок передней спарки 50-го калибра, известный на пляжах южнее Лос-Анджелеса сёрфер; механик Джей Хикс (Фредерик Форрест), по прозвищу «Шеф»; и чернокожий старшина 3-го класса Тайрон (Лоренс Фишберн), которого называют «мистер Клин» (от англ. clean — чистый).
Катер прибывает в «посадочную зону», где базируется вертолётное подразделение — так называемая «воздушная кавалерия», которой командует давний приятель Курца подполковник Билл Килгор (Роберт Дюваль). Он должен помочь экипажу катера в проходе через зону активных боевых действий. Команде необходимо подняться вверх по реке в определённую точку, но подполковника это место не устраивает — оно хорошо укреплено. Подполковник Килгор узнаёт Лэнса Джонсона, который хорошо известен как лучший сёрфер на побережье Калифорнии. За возможность покататься на сёрфе вместе со знаменитостью подполковник тут же меняет военные планы, совершенно не считаясь с возможными людскими потерями.
На следующий день рано утром воздушная кавалерия начинает атаку на пляж и селение рядом с ним, включив в громкоговорителях «Полёт валькирий» из оперы Рихарда Вагнера «Валькирия», так как, по утверждению Килгора, это приводит вьетнамцев в ужас. Ударные вертолёты быстро уничтожают слабо вооружённую оборону вьетнамцев, а солдаты десанта при поддержке вертолётов захватывают деревню.
Из-за бомбардировки напалмом ветер на берегу резко переменился, от чего нужные для сёрфинга волны пропали. Уиллард отказывается ждать 20 минут на берегу под артобстрелом и при побеге от Килгора прихватывает как трофей сёрфинговую доску подполковника, от чего тот начинает небольшую охоту за катером отряда.
По мере путешествия вверх по реке обстановка становится всё мрачнее, и в головах людей происходит то же самое. Уиллард изучает досье на Курца, полученное в штабе, читает его рапорты командованию, письма жене и сыну, и его интерес к личности Курца всё более возрастает.  По пути происходит множество инцидентов, которые всё более подчёркивают бессмысленность их миссии: на Уилларда и «Шефа» в джунглях выбегает тигр, когда они идут на берег искать манго, а незапланированная проверка вьетнамской лодки заканчивается бессмысленным расстрелом гражданских после того, как девушка в этой лодке делает резкое движение. Потом выясняется, что она волновалась за своего щенка. 
Далее следует сцена прилёта звёзд «Плейбоя» с целью подбодрить воюющих на аванпосту с днём плаванья от линии фронта. Испытывающие сексуальное напряжение и психические срывы, вызванные бессмысленной бойней, солдаты выбегают на сцену за автографами. Начинается хаос, и организатор вместе с «девушками месяца» едва успевает улететь на вертолёте.
Катер подплывает к линии фронта. Утром солдаты там строят мост, ночью безуспешно защищают и этот мост, и свои жизни от нападения вьетнамцев. Они почти не спят и уже перестали бояться за свои жизни. На грани безумия они делают свою работу, которую им поручило командование. Глядя на все это, Уиллард начинает лучше понимать  Курца и его взгляды на жизнь, войну и конкретно на эту войну. 
Экипаж катера не избегает потерь: сначала от пули засевшего в засаде вьетконговца погибает Клин, потом брошенное с берега копьё попадает в командира Филипса.
После прибытия в поселение Курца Уиллард встречает полусумасшедшего фотожурналиста (Деннис Хоппер), который рассказывает о величии Курца и его философии, побуждающей людей идти за ним. Уиллард оставляет «Шефа» на катере с указанием вызвать бомбардировщики в случае, если он не вернётся, а сам идёт с Лэнсом в селение, где его пленяют местные жители и отводят к Курцу. Курц приносит Уилларду голову «Шефа», оставшегося на катере, а затем освобождает Уилларда и рассказывает ему о своих философских теориях, своих взглядах на войну, человечество, цивилизацию. 
Слушая Курца, Уиллард всё лучше понимает его. Он понимает, что у них обоих нет никакого выхода и нет способа вернуться к обычной жизни. «Что подумали бы его близкие, если бы когда-нибудь узнали, насколько далеко он ушёл от них?» — размышляет Уиллард. Ему намекают, что Курц видит в нём своего преемника. Сам Уиллард понимает, что Курц желает умереть, как воин. И когда люди Курца исполняют один из своих обрядов, принося в жертву быка, Уиллард убивает Курца при помощи мачете. Он принимает смерть с достоинством и уже умирая,  шепчет «ужас… ужас…», а рядом с ним Уиллард находит отпечатанный доклад. Перелистывая его, Уиллард обнаруживает сделанную рукой Курца надпись: «Сбрось бомбы. Уничтожьте их всех!»
Люди, окружавшие Курца, склоняются перед Уиллардом и готовы принять его в качестве нового вождя, но Уиллард отвергает эту возможность, так как видит на примере Курца, что и этот путь приводит в никуда, в тупик. Он уходит обратно на катер и вместе с оставшимся в живых и уже сошедшим с ума Лэнсом плывёт по реке обратно, совершенно не представляя, как жить дальше. Последние кадры фильма — звучащие на фоне каменных идолов предсмертные слова Курца: «ужас… ужас».

## История создания
Съёмочная группа
- Фрэнсис Форд Коппола — режиссёр, продюсер
- Джон Милиус, Фрэнсис Форд Коппола — сценарий
- Майкл Герр  — дикторский текст
- Витторио Стораро — оператор-постановщик
- Энрико Уметелли — оператор
- Дин Тавуларис — художник-постановщик
- Ричард Маркс — главный редактор
- Уолтер Мюрх, Джеральд Би Гринберг, Лиза Фрахтман — редакторы
- Дэннис Якоб — креативный консультант
- Дик Уайт, Фред Рексер младший, подполковник в отставке Питер Кама, Пол Грегори, Ричард Диогварди, Дуг Райан — военные консультанты
- Кармайн Коппола, Фрэнсис Форд Коппола — композиторы
- Уолтер Мёрч — звукооператор
- Анджело Грэм — художник
- Джордж Ар Нельсон — декоратор
- Чарльз И Джеймс, Деннис Эм Филл, Джордж Литтл, Ластер Бэйлес, Норман Барза — костюмы
- Джек Янг, Фрэд Си Блау младший — грим
- Джозеф Ломбарди, Эй Ди Флауэрс — спецэффекты (координаторы группы)
- Джерри Цайзмер, Ларри Джэй Франко, Тони Брандт — ассистенты режиссёра
- Фред Рус, Грэй Фредриксон, Том Стернберг — сопродюсеры
- Ким Обри — продюсер режиссёрской версии

Действующие лица и исполнители
- Мартин Шин — капитан Бенджамин Л. Уиллард
- Марлон Брандо  — полковник Уолтер Куртц
- Фредерик Форрест — Джей «Шеф» Хикс, механик
- Сэм Боттомс — Лэнс Джонсон, «сёрфер»
- Лоренс Фишберн — Тайрон «Чистый» Миллер
- Альберт Холл — Джордж Филлипс, командир лодки
- Роберт Дюваль — подполковник[К 2] Килгор
- Деннис Хоппер — фотожурналист
- Дж. Д. Спрэдлин — генерал-лейтенант Корман
- Джерри Цисмер — Джерри, человек в штатском
- Харрисон Форд — полковник Лукас
- Скотт Гленн — капитан Ричард М. Колби
- Коллин Кэмп — девушка «Плейбоя» («Мисс май»)[К 3]
- Синтия Вуд — «Девушка года» журнала «Плейбой»[К 3]
- Линда Карпентер — девушка «Плейбоя»[К 3]
- Фрэнсис Форд Коппола — режиссёр на месте высадки
- Витторио Стораро — оператор на месте высадки
- Ли Эрми — пилот вертолёта
- Кристиан Маркан — Юбер де Маре (только в режиссёрской версии)
- Орор Клеман — Роксана Сарро (только в режиссёрской версии)

### Предпосылки
Сценарий для фильма был написан в 1969 году Джоном Милиусом, который позже стал известен как режиссёр фильмов «Ветер и лев» и «Красный рассвет». Милиус рассказывал, что на написание сценария его вдохновили слова профессора, у которого он учился: профессор утверждал, что никому ещё не удавалось снять хороший фильм по книге «Сердце тьмы», несмотря на то, что попытки сделать это предпринимались такими легендарными людьми, как Орсон Уэллс и Ричард Брукс. Сценарий Милиуса вовсе не предполагал, что фильм станет антивоенным, как это впоследствии произошло. Милиус придерживался политически правых взглядов, и сценарий фильма включал несколько монологов, в которых полковник Курц восхвалял достоинства войны и образа жизни воина.
Прототипами образа подполковника Билла Килгора считают командира 1-го эскадрона 9-го кавалерийского полка США Джона Стоктона, а также генерала Джеймса Холлингсворта.
Сам Милиус отказался режиссировать фильм, считая, что для этой роли гораздо более подходит Джордж Лукас, бывший в то время протеже Копполы в студии American Zoetrope, которую Коппола основал в качестве альтернативы основным голливудским студиям и планировал использовать для поддержки молодых режиссёров, только что закончивших режиссёрские школы и курсы. Четыре года Лукас работал с Милиусом над фильмом, попутно занимаясь другими проектами, в частности, сценарием «Звёздных войн». Война во Вьетнаме была тогда ещё в разгаре, и первоначальный план состоял в том, чтобы снимать картину непосредственно во Вьетнаме, на партизанский манер. Однако компания Warner Bros., у которой был договор с Zoetrope, отказалась финансировать такой проект, мотивировав это как сомнениями в коммерческом успехе фильма, так и соображениями безопасности — риск в том, что создатели фильма пострадают при съёмках в зоне боевых действий, был немалый.
В 1974 году Коппола вернулся к идее снять фильм и предложил стать режиссёром картины вначале Джорджу Лукасу, затем Джону Милиусу, но они оба отказались, будучи на тот момент вовлечёнными в другие проекты.
Однако идея снять фильм по сценарию Милиуса не оставляла Копполу, и он решил снимать фильм сам. Ходили слухи, что это вызвало некоторые трения между ним и Лукасом, который стал к тому времени успешен и очень известен — сначала благодаря фильму «Американские граффити», а потом блокбастеру «Звёздные войны». Коппола решил снимать фильм целиком на собственные средства, используя деньги, заработанные на съёмке двух «Крёстных отцов». Он придавал большое значение тому, чтобы в его руках был полный контроль над созданием фильма и никто не стеснял свободу его творчества.

### Съёмки фильма
Коппола значительно доработал сценарий в соответствии со своим ви́дением темы, убрав из него множество диалогов в стиле мачо и изменив концовку. В концовке Милиуса Уиллард и Курц объединяются, чтобы противостоять воздушной атаке американцев на селение Курца; селение уничтожается массированной бомбардировкой, и раненый Курц умирает на руках Уилларда. Коппола отверг такой финал как слишком упрощённый. Концовка переписывалась множество раз уже в процессе съёмок фильма, и в результате большая часть роли Курца стала импровизацией игравшего его Марлона Брандо. К слову, когда Брандо приехал на съёмки и ознакомился со сценарием, он раскритиковал созданный сценаристами образ Курца, — стройного, подтянутого, с немецкими именем и фамилией, — заявив среди прочего: «У американских генералов нет таких фамилий. У них „цветковые“ фамилии, как у южан. Я хочу быть „полковником Ли́ли“ [Colonel Leighley]». Сценарий был переписан в соответствии с его пожеланиями и после завершения съёмок фильм пришлось переозвучивать, чтобы заменить «Ли́ли» обратно на «Курца». Закадровый текст фильма был написан уже в процессе монтажа Майклом Херром.
«Апокалипсис сегодня» был первой совместной работой Копполы и оператора Витторио Стораро, снявшего к тому моменту несколько фильмов с Бернардо Бертолуччи.
Фильм снимался с марта 1976 года по август 1977 года на Филиппинах, большей частью на реке Пагсаньян. История его создания стала почти легендой из-за долгого времени съёмок и многочисленных трудностей, которые постоянно приходилось преодолевать. Фильм обошёлся гораздо дороже, чем это планировалось. Тому было множество причин.
Американское правительство и военное командование, видя, что Коппола собирается снять фильм, который не совпадёт с официальной точкой зрения на войну во Вьетнаме, отказалось каким-либо образом помогать в съёмках фильма. Коппола нашёл поддержку у правительства Филиппин, которое было тогда в натянутых отношениях с США, и филиппинские вооружённые силы согласились предоставить вертолёты вместе с пилотами. Поскольку пилоты плохо представляли себе процесс киносъёмок, требовалось некоторое время, чтобы объяснить им, что от них требуется. В это время правительство Филиппин вело боевые действия против повстанцев, и нередко в тот момент, когда пилоты были обучены и можно было начинать съёмку, их отзывали для участия в боях. Неоднократные попытки Копполы объяснить филиппинским генералам, что нужно присылать одних и тех же пилотов, не возымели успеха.
По словам Марка Элиота, написавшего неавторизованную биографию Джека Николсона, актёр отказался от роли капитана Уилларда, и её исполнил Мартин Шин. В процессе съёмок страданий Уилларда в отеле Сайгона Коппола стремился к максимальному правдоподобию, и сам Шин поддерживал его в этом, вгоняя себя в депрессию и намеренно злоупотребляя алкоголем. Ему потребовалось длительное время, чтобы восстановиться и вернуться к работе, и Коппола подумывал даже о том, чтобы свернуть производство фильма. Когда съёмки возобновились, Шина стремились не нагружать, и в некоторых сценах, которые надо было переснять, Мартина подменял его брат Джо Эстевес, похожий на Шина и внешне, и голосом. Позже он также озвучивал некоторые из диалогов фильма.
Вторую главную роль должен был играть Марлон Брандо. Его участие было необходимо только в концовке фильма, и Коппола договорился с Брандо, что тот прибудет на Филиппины к этому моменту. Коппола требовал, чтобы Брандо похудел (поскольку его персонаж описывался как болезненный и истощённый) и прочитал книгу Джозефа Конрада. Когда Брандо приехал на съёмки, выяснилось, что он не только не похудел, но и ещё больше располнел (к тому времени Брандо уже страдал от диабета), и не прочитал не только книги Конрада, но даже и сценария фильма. У него было немного времени для съёмок, и он отказывался учить текст своей роли. По словам Копполы, Брандо вёл себя «как ребёнок, очень безответственно». Чтобы полнота Брандо не так бросалась в глаза, Коппола снимал преимущественно его лицо, всё остальное оставалось затенённым.
Известно высказывание Копполы, что съёмочный процесс во многом походил на то как американцы вели войну во Вьетнаме: «Мы были в джунглях. Нас было слишком много. У нас было слишком много денег, слишком много оборудования, и постепенно мы сходили с ума». Поскольку Коппола вложил в съёмку фильма собственные средства, он испытывал беспрецедентное давление — в случае, если бы фильм не был закончен в приемлемые сроки или оказался бы коммерчески неуспешным, режиссёр оказывался перед реальным риском финансового краха и банкротства.
На просмотр всего отснятого материала требовалось около 15 часов. Из-за этого монтаж фильма, который обычно занимает около полугода, растянулся почти на двухлетний срок. Когда был готов первый вариант фильма, оказалось, что он длится более пяти часов, и для проката его необходимо было сильно сократить. Коппола вспоминал, что это был весьма тяжёлый для него процесс, приходилось выбрасывать целые сюжетные линии, на съёмку которых было потрачено много времени, сил и средств. В конце концов Коппола смонтировал трёхчасовой вариант фильма, который был показан на фестивале в Каннах в 1979 году в качестве «неоконченной работы». Картина имела ошеломляющий успех и завоевала главный приз фестиваля — «Золотую пальмовую ветвь». На пресс-конференции в Каннах Коппола произнёс ставшие известными слова: «Мой фильм — не о Вьетнаме; он и есть Вьетнам».
Перед выпуском фильма в широкий прокат Копполе пришлось ещё немного сократить фильм, и выпущенная версия шла примерно два с половиной часа. Прокат фильма принёс высокие кассовые сборы и в США, и в других странах — всего около 100 миллионов долларов.

## Версии

### Режиссёрская версия фильма
В 2000 году компания Zoetrope Studios выпустила режиссёрскую версию фильма, которая получила название «Апокалипсис сегодня возвращается» (англ. Apocalypse Now Redux). Для монтажа был использован оригинальный негатив, полученный из Национального подземного хранилища в горах Пенсильвании. При этом негатив сцен, вошедших в первую версию фильма, не использовался в целях его сохранности, а работа велась с дубльпозитивом, в том числе новых эпизодов. В выпуске этой редакции также принимал участие Витторио Стораро, который принял решение использовать для печати новых фильмокопий гидротипный процесс «Техниколор», позволяющий уменьшить ошибки цветоделения. При подготовке DVD-релиза им было выбрано промежуточное соотношение сторон экрана 2:1 с леттербоксингом оригинального 2,40:1 на негативе. Такое решение было компромиссом между оригинальным форматом и низкой чёткостью стандарта 480i, использованного в дисках.
При оцифровке оригинальных магнитных лент со звуком, записанным на съёмочной площадке, внезапно выяснилось, что они не синхронны с киноплёнкой, двигавшейся в модифицированных для формата «Техновижн» камерах слишком быстро. Ошибка составляла 1 кадр на каждые 100 футов. В итоге фонограмма была замедлена до скорости 99,94 % и синхронизирована с изображением.
Эта версия имеет продолжительность 202 минуты, в неё вошли некоторые материалы, не использованные при монтаже первого театрального релиза
Новая версия вызвала ещё более полярные отклики среди критиков, чем оригинальная. Некоторые поклонники фильма критиковали новую версию за то, что она слишком длинная и добавляет в фильм не так уж много нового по сравнению с оригиналом. В то же время Коппола продолжал распространять, наряду с новой режиссёрской версией, и оригинальную: они обе присутствуют на DVD «Полное досье», который был выпущен в августе 2006 года.
Наиболее значительное прибавление в версии Redux — антиколониальная линия, представленная эпизодами на французской плантации. Эта щекотливая для французов критика была удалена из фильма в 1979 году, поскольку премьера фильма происходила на фестивале в Каннах — в это время Коммунистическая партия была ведущей политической силой во Франции, и тема войны в Индокитае была под запретом. В фильме патриарх семьи французских колонистов говорит о позитивной стороне колониализма в Индокитае (эти слова приобретают иронический оттенок из-за сопровождающей их ссоры), и в то же время обвиняет коммунистических активистов во Франции в предательстве своих военных в ходе первой войны в Индокитае (Вьетнамская война считается второй).

### Альтернативные концовки
По окончании съёмок Коппола решил разрушить декорации с помощью серии взрывов и снять это на плёнку, в надежде так или иначе использовать эти кадры впоследствии. Коппола со своими сотрудниками установил несколько камер с различными объективами и фильтрами, и снял взрывы с разных точек и с разной скоростью. На фоне этих кадров в оригинальной версии фильма на 35-мм плёнке шли титры в конце фильма, и многие посчитали это указанием на то, что Уиллард всё же вызвал бомбардировщики. Узнав о такой реакции, Коппола вырезал из концовки фильма эти кадры и оставил просто титры. Он отрицал, что бомбардировка поселения Курца рассматривалась как один из альтернативных вариантов окончания фильма.
В частной беседе во время приезда в Москву в 1979 году Коппола рассказывал, что в предыдущем варианте финала последним кадром фильма должен был стать наезд камеры (с общего плана на крупный) на лицо Уилларда, выходящего к аборигенам после убийства полковника Курца. По первоначальному замыслу режиссёра этот последний кадр должен был перекликаться с первым (так и не снятым), которым фильм должен был открываться: в режиссёрском сценарии сохранилось упоминание о стремительном движении камеры из космического пространства к Земле, к Юго-Восточной Азии, к Вьетнаму, к Сайгону, к отелю, где на кровати лежит Уиллард, и остановиться камера должна была на лице Уилларда. В конечном варианте фильм открывается сценой с крупным планом лица Уилларда.
В той же беседе Коппола объяснил, почему в картине нет и не должно быть титров: каждому зрителю, пришедшему на просмотр в любой точке планеты, вместе с билетом должны вручить специальный буклет с подробным рассказом о съёмках фильма и с подробной информацией о его создателях с перечнем всех членов съёмочной группы.
Существует несколько различных версий титров в конце фильма. Релиз фильма на плёнке 70 мм не содержит титров в конце (кроме надписи Copyright 1979 Omni Zoetrope), и в последних кадрах фильма Уиллард плывёт на катере мимо статуи каменного идола, которая постепенно растворяется в темноте. В версии на плёнке 35 мм титры показываются на фоне взрывов. В версии 1979 года, наиболее распространённой, титры идут на чёрном фоне. В версии Redux титры также показываются на чёрном фоне, но при этом звучит музыка и слышны звуки джунглей.
Среди не вошедших в фильм сцен на Blu-ray издании последней идёт сцена под названием «Special forces knife». В этой сцене капитан Уиллард становится свидетелем убийства фотожурналиста по приказу Курца, из-за того что тот сделал его снимок. Фотожурналиста убивает Колби (военный, перешедший на сторону Курца), после чего Уиллард мечет в Колби нож и убивает его самого.

## Музыка и стихи
Музыка для фильма записана японским звукооператором Томито. В фильме использованы отрывки из следующих произведений:
- «The End» группы The Doors
- «The Hollow Men» («Пустотелые», пер. Я. Фельдмана) Томаса Стернза Эллиота.
- «(I Can’t Get No) Satisfaction» («Не могу получить удовлетворение») группы The Rolling Stones
- «Love Me, and Let Me Love You» («Люби меня и позволь мне любить тебя») Роберта Дюваля
- «Полёт валькирий» Рихарда Вагнера из оперы «Валькирия» («Die Walkure»), части цикла «Кольцо Нибелунга» («Der Ring des Nibelungen»), в исполнении Венского филармонического оркестра, дирижёр — сэр Георг Шолти (Georg Solti)
- «Let the Good Times Roll» Леонарда Ли (Leonard Lee)
- «Сьюзи Кью»[англ.] (Дэйл Хокинс[англ.]) в исполнении Flash Cadillac
- отрывки из «Mnong Gar Music from Vietnam»
- «Collection Musée De 1’Homme»
- «Surfin’ Safari[англ.]» The Beach Boys

Компанией Nonesuch Records выпущен саундтрек к фильму. В современной редакции он представляет собой двойной компакт-диск, на котором записано в общей сложности 30 треков (полные версии песен и отрывки из фильма).

## Отзывы
- В списке «100 лет — 100 фильмов», составленном Американским институтом киноискусства (AFI) в 1998 году, картина Копполы занимает 28 место.
- Слова полковника Килгора «Я люблю запах напалма поутру» занимают 12 место в списке AFI «100 лет — 100 цитат из фильмов».
- В 2002 году лондонский журнал Sight & Sound провёл опрос британских кинокритиков, попросив их назвать лучший фильм последней четверти XX века, и «Апокалипсис сегодня» оказался на первом месте.

«Апокалипсис сегодня» после премьеры в 1979 году вызвал множество противоречивых отзывов у аудитории — одни восторженно хвалили фильм, сравнивая его с вагнеровской оперой, другие осыпали его бранью. Некоторые критики писали, что фильм слишком претенциозен; другие говорили, что фильм заканчивается непонятно чем после роскошного первого акта. В этом отношении характерна рецензия Винсента Кэнби в The New York Times. Критик жалуется, что сценаристы перегрузили историю «тяжеловесными вещами вроде Бытия, Добра, Зла, Судьбы и т. д.», и осуждает создателей фильма за интеллектуальные потуги (вроде зачитывания Курцем поэмы нобелевского лауреата Томаса Стернза Элиота) и за надуманную концовку этой «речной одиссеи».
В то же время работы Дюваля и других актёров, а также кинематография Стораро получили в рецензии самую высокую оценку.
По мнению Дэйва Кера, вьетнамский фильм Копполы показывает, что его истинное призвание — быть художником или фотографом, ибо фабула занимает его только как повод для демонстрации обворожительных «картинок».
Джонатан Розенбаум наряду с «Таксистом» Скорсезе отнёс «Апокалипсис» к новому поколению голливудских фильмов, где картины кровавой бойни романтизируются, а зрителя приглашают притоптывать в такт со взрывами, пальбой и эстетскими сценами истребления местных жителей. Он рассуждает о том, что в фильме поднимаются правильные вопросы (например, почему командование считает Курца безумцем, а Килгора — нет), однако рассказ разваливается, как только автор пытается перейти от вопросов к ответам.
Тайну джунглей сменяет напыщенная мачистская риторика, которая сводится к пересказу знакомых всем банальностей о войне. Как и в случае с «Таксистом», авторы фильма разрываются между либеральным антиколониализмом со свойственным ему чувством вины перед аборигенами (Розенбаум сетует на то, что в фильме проигнорирована вьетнамская точка зрения на события) и полуфашистским преклонением перед харизматичным лидером. Двойничество между рассказчиком и Курцем остаётся теоретическим, ибо сам Курц не более чем мертвенно-умозрительная абстракция.
На стороне защитников фильма выступила Полин Кейл, увидевшая в «Апокалипсисе» достойное продолжение тем и образности артхаусной ленты Вернера Херцога «Агирре, гнев божий» (1972).
Коппола не стал отрицать сходство фильмов. Другой почитатель Херцога, Роджер Эберт, объявил «Апокалипсис сегодня» лучшим фильмом 1979 года и впоследствии добавил его в свой список великих фильмов на том основании, что «он продвигается гораздо дальше, чем все остальные, в тёмные уголки человеческой души».
По словам Эберта, это «не столько фильм о войне, сколько о том, как война вытаскивает на поверхность такую правду о людях, которую они предпочли бы никогда не знать».
Некоторые участники войны во Вьетнаме считают фильм «Апокалипсис сегодня» самым правдоподобным фильмом об этой войне.

## Фильм и книга
Хотя «Апокалипсис сегодня» снят по мотивам книги Джозефа Конрада «Сердце тьмы», он значительно отклоняется от исходного материала. Действие новеллы Конрада, которая была написана им по опыту собственных переживаний, происходит в Свободном государстве Конго в XIX веке. Курц и Марлоу (который в фильме назван Уиллардом) — оба агенты бельгийской компании, которая занимается заготовкой слоновой кости и жестоко эксплуатирует местные африканские племена. Когда Марлоу прибывает в поселение Курца, он обнаруживает, что человек, бывший когда-то цивилизованным и гуманным, сошёл с ума и вернулся в дикое, первобытное состояние, командуя небольшим племенем местных жителей с использованием жестоких методов (например, забор его поселения был украшен человеческими черепами). Новелла заканчивается тем, что Курц умирает на обратном пути, и рассказчик размышляет о реке, текущей без конца «в сердце необъятной тьмы».
Одно из основных изменений в фильме по сравнению с новеллой касается мотивации главного персонажа. У Конрада Марлоу просто рулевой катера, посланный к Курцу, чтобы забрать добытую слоновую кость, который постепенно попадает под влияние сильной личности Курца. Когда он обнаруживает, что Курц серьёзно болен, Марлоу предпринимает энергичные усилия, чтобы доставить его домой. В фильме же Уиллард послан, чтобы убить Курца. Кроме того, многие части фильма, такие, как события у моста До-Лунг, вертолётная атака, персонаж полковника Килгора, не имеют похожих образов в книге и были целиком придуманы авторами сценария. Внешний вид Марлона Брандо в фильме также сильно отличается от описания Курца в новелле — у Конрада Курц очень худой и выглядит болезненно. Однако другие аспекты фильма — персонаж Денниса Хоппера, концепция Курца как лидера местного племени, которое почитает его, как бога, его малярийная лихорадка, написанное им восклицание «Убей их всех!» и последние слова Курца «Ужас… Ужас…» практически слово в слово повторяют содержание книги Конрада.
Коппола утверждал, что многие эпизоды фильма — атака на катер с помощью стрел и копий, например — сделаны из уважения к духу новеллы Конрада и, в частности, к высказываемой в ней критике основ современной цивилизации и прогресса. Хотя европейская колонизация Африки заменена в фильме американской интервенцией, это не меняет смысла универсального послания книги.

## Награды и номинации
- Кинофестиваль в Каннах: главный приз («Золотая пальмовая ветвь»), 1979;
- «Оскар» за лучшую операторскую работу (Витторио Стораро), 1980;
- «Оскар» за лучший звук (Уолтер Мёрч, Марк Бергер, Ричард Беггс, Натан Боксэр), 1980;
- «Золотой глобус» за лучшую режиссуру (Фрэнсис Ф. Коппола), 1980;
- «Золотой глобус» за лучшую роль второго плана (Роберт Дюваль), 1980;
- «Золотой глобус» за лучшую музыку к фильму (Кармайн Коппола и Фрэнсис Ф. Коппола), 1980.

Номинировался в 1980 году на «Оскар» в категориях:
- лучший фильм;
- лучший режиссёр (Фрэнсис Ф. Коппола);
- лучший сценарий, основанный на другом произведении (Фрэнсис Ф. Коппола и Джон Милиус);
- лучшая роль второго плана (Роберт Дюваль);
- лучшие декорации (Анжело П. Грэхэм, Джордж Р. Нельсон и Дин Тавуларис);
- лучший монтаж (Лиза Фрухтман, Джеральд Б. Гринберг, Ричард Маркс и Уолтер Мёрч).

Фильм также номинировался на:
- «Золотой глобус» за лучший игровой фильм;
- премию «Грэмми» за лучшую музыку к игровому фильму (Кармайн Коппола и Фрэнсис Ф. Коппола);
- премию Гильдии сценаристов США (WGA) за лучшую драму, написанную непосредственно для съёмок фильма (Фрэнсис Ф. Коппола и Джон Милиус).

## Технические данные
Оригинальный негатив фильма снят в формате «Техновижн» (англ. Technovision, итальянская версия системы «Синемаскоп») одноимёнными анаморфотными объективами. Соотношение сторон исходного изображения 2,35:1. Отдельные сцены «под кинохронику» снимались на 16-мм киноплёнку. В прокат фильм вышел на широкоэкранных 35-мм фильмокопиях с соотношением сторон 2,35:1 и на широкоформатных 70-мм с соотношением сторон 2,2:1. На DVD фильм выпущен с соотношением сторон 2:1. Режиссёрская версия вышла в прокат в 2000 году на фильмокопиях, отпечатанных гидротипным способом по технологии «Техниколор».

## Комментарии
1. ↑  1-й эскадрон 9-го кавалерийского полка (воздушной разведки) 1-й кавалерийской (аэромобильной) дивизии США.
2. ↑  Килгор носит знаки различия подполковника — серебряный лист — и в титрах фильма значится как lieutenant colonel, что соответствует званию подполковника в российской армии, однако в известных переводах фильма на русский язык Килгор именуется полковником.
3. 1 2 3  Все девушки «Плейбоя» действительно были таковыми: Синтия Вуд («Мисс февраль», 1973) и Линда Карпентер («Мисс август», 1976) были моделями, снимавшимися для журнала. «Мисс май» сыграла актриса (а затем и продюсер) Коллин Кэмп, также снимавшаяся для «Плейбоя» в стиле пин-ап, известная российскому зрителю, например, по роли сержанта Кэтлин Киркленд (Kathleen Kirkland) во втором фильме сериала «Полицейская академия».